# Пуга (деревня)
 Пуга  — деревня в Нолинском районе Кировской области. Входит в состав Рябиновского сельского поселения.

## География
Расположена у северной окраины райцентра города Нолинск.

## История
Известна с 1678 года как займище Хитринское с 1 двором, в 1764 году 24 жителя. В 1873 года в деревне Хитринское или Пуга дворов 24 и жителей 175, в 1905 33 и 202, в 1926 (Пуга или Хитринская) 26 и 130, в 1950 33 и 113, в 1989 году 107 жителей.

## Население
Постоянное население составляло 82 человека (русские 99%) в 2002 году, 79 в 2010.